# من انسان
من انسان (به انگلیسی: iHuman) یک مستند ۲۰۱۹ نروژی درباره هوش مصنوعی، کنترل اجتماعی و قدرت است. این فیلم نشان می‌دهد که چگونه این فناوری زندگی، جامعه و آینده ما را تغییر می‌دهد. کارشناسانی مانند ایلیا ساتسکور و یورگن اشمیتوبر مصاحبه هایی درباره آتی و نحوه تهیه و اجرای آن انجام می‌دهند. 
این فیلم در ۲۳ نوامبر ۲۰۱۹ در جشنواره بین‌المللی فیلم مستند آمستردام به نمایش در آمد. 
در ایران، این فیلم توسط شبکه چهار در مرداد ۱۴۰۱ پخش شد.